# 10000호 방수차

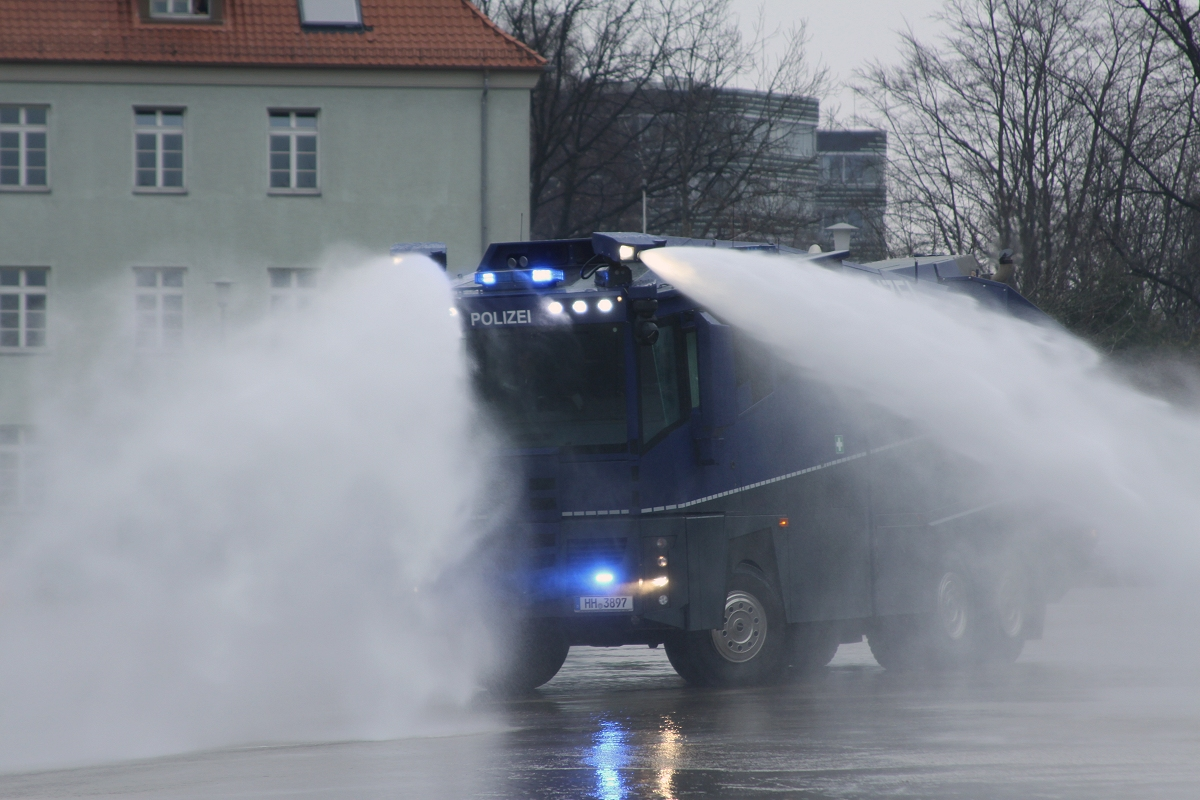

10000호 방수차(독일어: Wasserwerfer 10000; kurz WaWe 10 바서베르퍼 첸타우젠트; 쿠르츠 바베 첸테[*])는 독일 경찰이 사용하는 물대포 방수차이다. 9000호 방수차의 후계기종으로, 2008년 11월부터 연방경찰에서 시제기의 사용을 시작했고 2011년에 양산기 5대가 처음 발주납품되었다. 제조사는 오스트리아의 로젠바우어사이다. 이와 같은 방수차의 기본 사용 목적은 시위 등 대형 사태에 경찰보안을 위해 직접적 물리력을 사용하는 데 있다.